# Bagisara buxea
Bagisara buxea là một loài bướm đêm trong họ Noctuidae.